# Tatarskita
La tatarskita és un mineral de la classe dels sulfats. Anomenada per Vitaly Borisovich Tatarskii, professor de mineralogia de la Universitat de Leningrad (Rússia).

## Classificació
Segons la classificació de Nickel-Strunz, la tatarskita pertany a «07.D - Sulfats (selenats, etc.) amb anions addicionals, amb H₂O, amb cations de mida mitjana i grans; amb NO₃, CO₃, B(OH)₄, SiO₄ o IO₃» juntament amb els següents minerals: darapskita, humberstonita, ungemachita, clinoungemachita, charlesita, ettringita, jouravskita, sturmanita, thaumasita, carraraïta, buriatita, rapidcreekita, korkinoïta, bentorita, nakauriïta, chessexita, carlosruizita, fuenzalidaïta i txeliabinskita.

## Característiques
La tatarskita és un sulfat de fórmula química Ca₆Mg₂(SO₄)₂(CO₃)₂(OH)₄Cl₄·7H₂O. Cristal·litza en el sistema ortoròmbic. La seva duresa a l'escala de Mohs és 2,5.

## Formació i jaciments
La tatarskita es forma com a mineral secundari en dipòsits de sal marina i es troba associat a anhidrita, halita, bischofita, magnesita i hilgardita. Només ha estat descrita en dues localitats del Kazakhstan.